# Ejss – European Journal for Sport and Society
Die Zeitschrift ejss – European Journal for Sport and Society ist eine soziologisch-sportwissenschaftliche Zeitschrift und erscheint vierteljährlich. Die ejss wird von der European Association for Sociology of Sport (eass) herausgegeben. Die Zeitschrift erscheint in englischer Sprache.

## Ziele
Die offizielle Zeitschrift der European Association for Sociology of Sport (eass) wurde ins Leben gerufen, um den Dialog europäischer Sportsoziologen zu fördern.

## Inhalte
In den Beiträgen werden sowohl theoretische Aspekte als auch empirische Untersuchungen wiedergegeben, um zum einen theoretische Diskurse und zum anderen methodische Diskussionen darzustellen. Die ejss soll wissenschaftliche Erkenntnisse aufbereiten und vermitteln und so verbinden die Artikel der Zeitschrift grundlegende soziologische, historische, soziopsychologische, politische und ökonomische Aspekte.
Außerdem umfasst jede Ausgabe in der Regel Forschungsberichte, Tagungsberichte, Rezensionen und Konferenzankündigungen.